# Mount Thor
Mount Thor ist ein Berg im Auyuittuq-Nationalpark auf Baffin Island, Nunavut, Kanada. Am Berg befindet sich die höchste mindestens senkrechte Steilwand der Welt. Sie misst 1250 Meter und weist einen Durchschnittswinkel von 105 Grad auf.
Die Erstbesteigung des Mount Thor gelang dem Astrophysiker und leidenschaftlichen Alpinisten Lyman Spitzer.
Im Konzertfilm The Song Remains the Same der britischen Band Led Zeppelin wird der Berg während einer Traumsequenz gezeigt. Währenddessen spielt das Lied No Quarter, das vom nordischen Gott Thor handelt.